# Événements de Vitoria

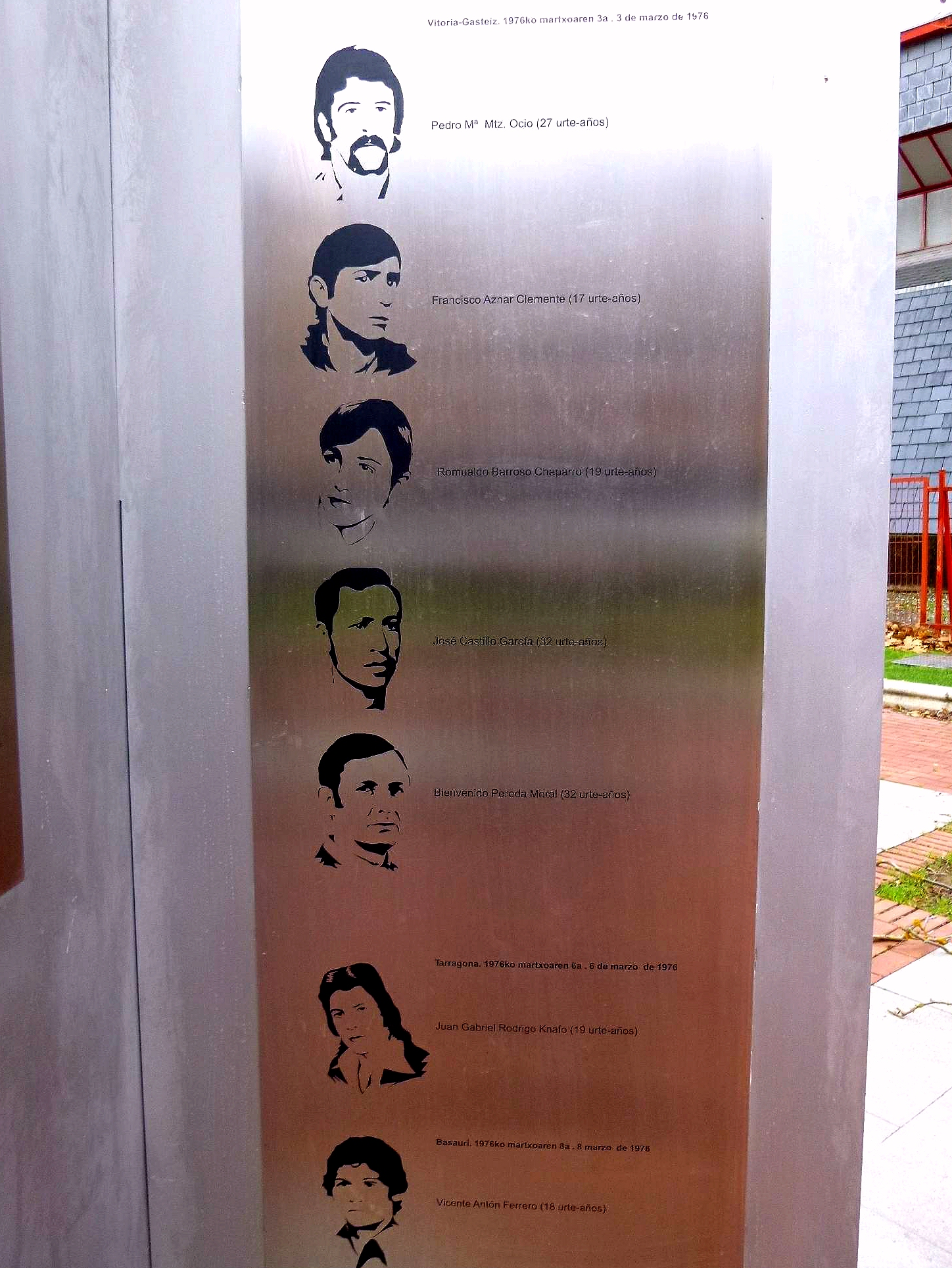
Mémorial en hommage aux victimes du 3 mars 1976 à Vitoria.

Les événements de Vitoria de 1976 (Sucesos de Vitoria en espagnol) ou massacre de Gasteiz (Gasteizko sarraskia en basque) désignent l'assassinat de cinq grévistes et la blessure de plus d'une centaine d'autres par la Police Armée (es) le 3 mars 1976 dans l'église de Saint-François-d'Assise, dans le quartier de Zaramaga de Vitoria-Gasteiz au Pays basque, pendant la Transition démocratique espagnole,,,.

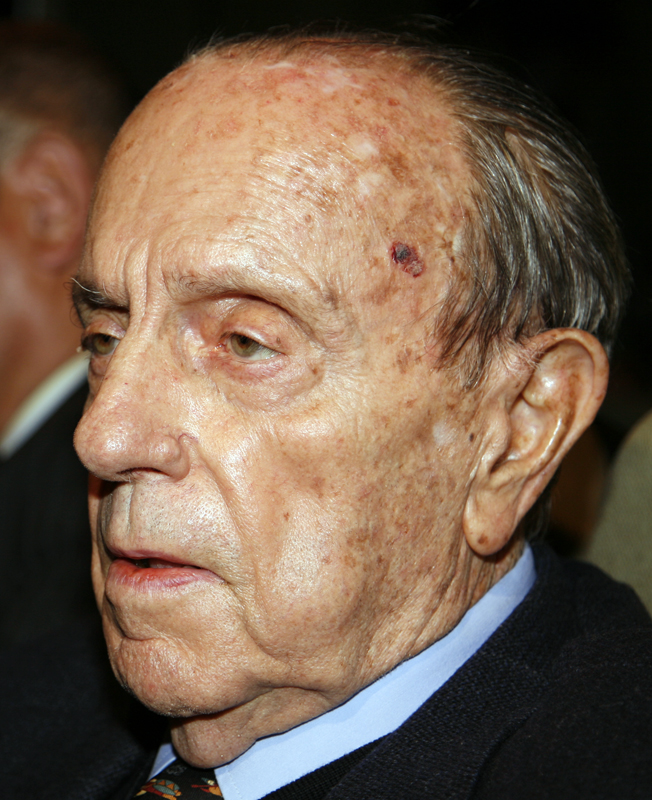
Manuel Fraga, en 2007, ministre responsable des forces de l'ordre en 1976.

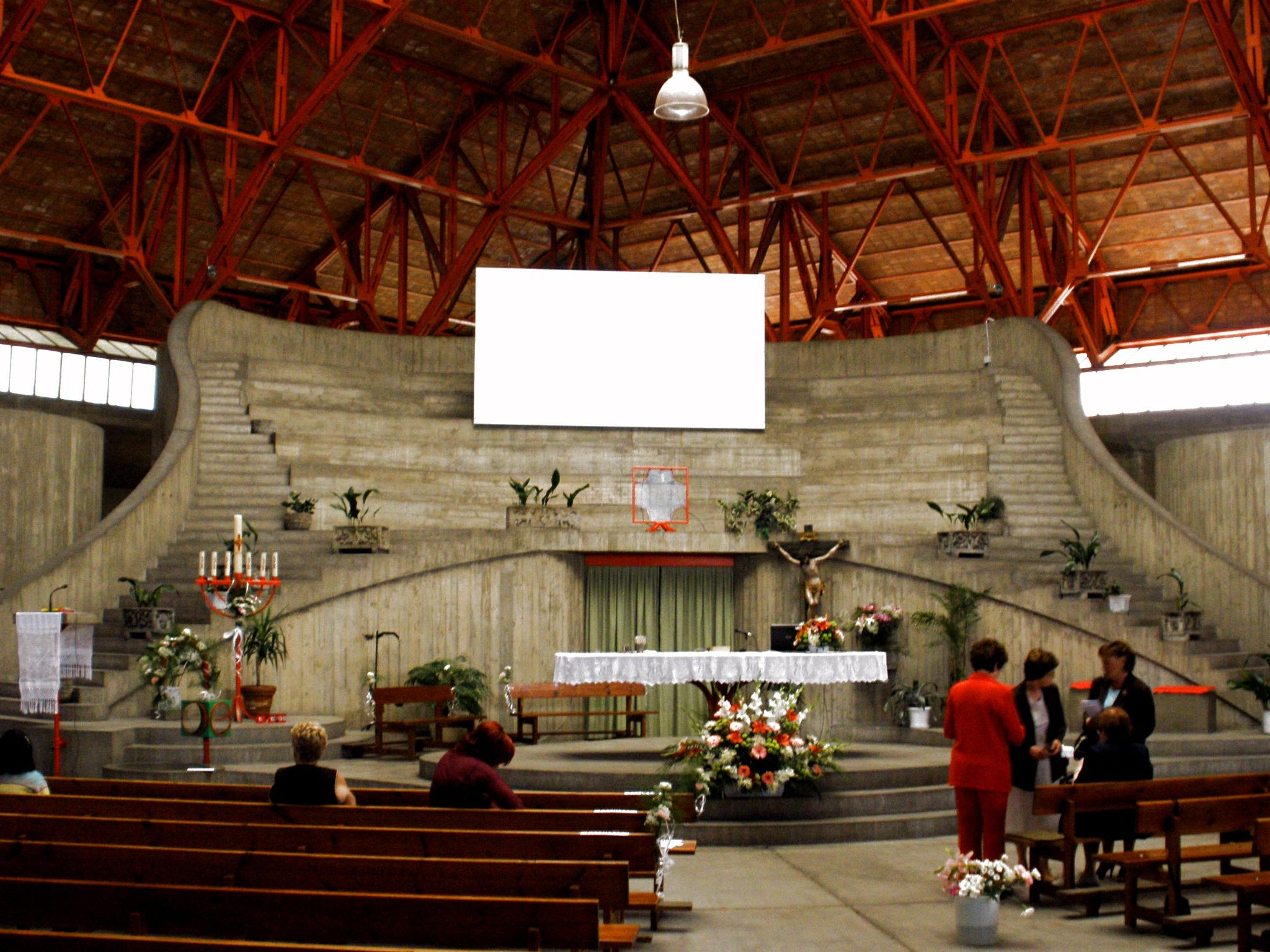
Paroisse de Saint-François-d'Assise, à Vitoria-Gasteiz.

## Histoire

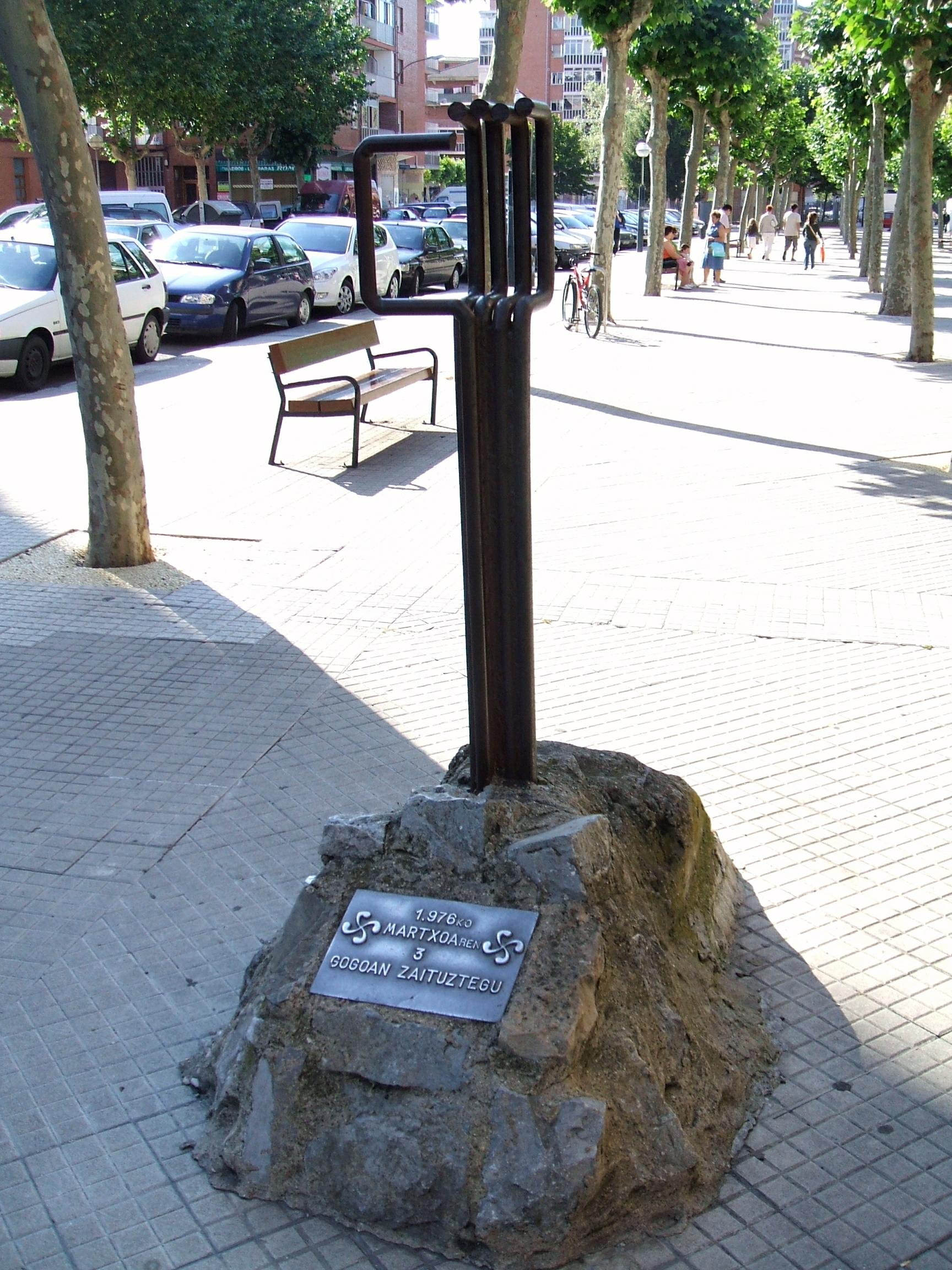
Mémorial des victimes, dans la rue Bernal Díaz de Luco, face à la paroisse de Saint-François-d'Assise.

Pendant le mois de janvier 1976, près de six mille travailleurs de Vitoria entament une grève pour obtenir des augmentations de salaires et meilleures conditions de travail. Le 3 mars, une troisième journée de grève générale mobilise près de dix huit mille travailleurs. Plusieurs manifestations sont organisées à Vitoria et une assemblée générale se tient en l'église Saint-François-d'Assise de Vitoria-Gasteiz où se réunissent près de cinq mille personnes,.
La police prend la décision d'expulser les grévistes du bâtiment et lance des gaz lacrymogènes dans l'enceinte, créant un mouvement de panique. Les personnes sortant par l'avant de l'église sont visées par des tirs de mitraillettes et de pistolets qui provoquent la mort de cinq personnes,, : 
- Pedro María Martínez Ocio, travailleur des Forges Alavaises, 27 ans[11] ;
- Francisco Aznar Clemente, ouvrier boulanger et étudiant, 17 ans[12] ;
- Romualdo Barroso Chaparro, d'Agrator, 19 ans[13] ;
- José Castillo Garcia, de Basa, une société du groupe Arregui, 32 ans[14] ;
- Bienvenido Pereda, travailleur de Grupos Diferenciales, 30 ans, qui décède deux mois plus tard des suites de ses blessures[14].

Vingt autres grévistes sont blessés gravement et une centaine d'autres souffrent de blessures légères.
La lecture des événements varie selon les protagonistes : pour le Gouvernement civil d'Alava, les manifestants avaient fait montre d'un comportement violent, contraignant les forces de l'ordre à faire usage de leurs armes face à la "dureté des attaques". Selon le ministre de l'Intérieur Manuel Fraga, la ville faisait l'objet d'une occupation comparable à celle de "Petrograd en 1917 [...] d'inspiration comprise entre les soviets de 1917 et le 68 parisien". Pour une partie de l'opposition cherchant à se démarquer de toute forme de violence, l'attitude d'une minorité des manifestants a participé à faire dégénérer l'affrontement avec la police : "la violence employée par les grévistes s'explique par le défaut de politisation de l'ouvrier alavais qui s'est laissé dirigé par un groupe extrémiste". Les mouvements sociaux sont alors fréquemment le théâtre d'affrontements violents avec les forces de l'ordre, plusieurs organisations en appelant notamment à la lutte armée et à une "guerre ouverte, de mouvement". Le mouvement de grève initié en janvier se propage ainsi rapidement, entretenant une "dynamique révolutionnaire" via des assemblées quotidiennes bien qu'illégales.
Selon Sophie Baby, le drame trouve cependant ses explications principales dans les défaillances du système policier du début de la Transition démocratique : appliquant la politique répressive héritée du franquisme, celui-ci est incapable de répondre à des protestations sociales et politiques démocratiques, participant ainsi à une escalade dans les affrontements, la répression des mouvements syndicaux justifiant l'élargissement de conflits du travail à des enjeux politiques et institutionnels. Les autorités locales ont ainsi été sourdes aux revendications portées lors des grèves de janvier 1976 aux Forges d'Alava, qui se sont étendues à plusieurs autres secteurs économiques et ont progressivement incorporées des exigences de démocratisation du système politique. Le ministre des Relations Syndicales Rodolfo Martín Villa indique lui-même que "l'autorité gouvernementale s'est retranchée dans une attitude d'inhibition totale" qui ne pouvait qu'engendrer une aggravation du conflit. Manuel Fraga, ministre de l'Intérieur, défend quant à lui une présence "forte et inflexible" de l'Etat pour contenir les contestations sociales et politiques. Il aurait ainsi déclaré le lendemain des événements : "la rue est à moi".
Le jour de la manifestation, la Préfecture donne l'ordre d'évacuer l'église par la force malgré les craintes exprimées par les policiers présents sur place, comme l'indiquent les échanges radios rendus publics. Les événements illustrent le poids de l'héritage de l'idéologie franquiste et les aspirations populaires à un régime démocratique selon Sophie Baby : "politique de répression des libertés, imprévision et incompréhension de la réalité des enjeux sociaux, formation rudimentaire et déficiente des agents, expérience strictement militaire des officiers, insuffisance des techniques, tendance non réfrénée à l'usage des armes à feu sont autant de facteurs inhérents à l'appareil répressif du régime franquiste qui sont à l'origine de la violence des comportements policiers face aux troubles de l'ordre public".
Le 5 mars, environ 70 000 travailleurs assistent aux funérailles des ouvriers tués. Le 8 mars, des manifestations réunissant environ 600 000 personnes dans plusieurs villes réclament la dissolution du corps de la police armée et la tenue d'un procès contre les responsables de la répression du 3 mars, dont notamment le ministre de l'Intérieur Manuel Fraga,, le ministre des Relations Syndicales Rodolfo Martín Villa et le ministre de la Planification du développement Alfonso Osorio. Il s'agit alors de la plus grande grève générale de l'après-guerre. Deux personnes sont tuées par la police lors de ces protestations : Juan Gabriel Rodrigo Knafo à Tarragone et Vicente Antón Ferrero à Basauri.
Le 3 mars 1977, la manifestation en hommage aux victimes est interdite et dispersée par les forces de l'ordre, qui s'opposent à toute cérémonie de commémoration.

## Conséquences politiques
Ces incidents participent à l'accélération de l'action de l'opposition démocratique et de leur unité d'action. La Junte démocratique et la Plateforme de Convergence démocratique (es) sont fondues dans la Coordination démocratique ou Platajunta le 26 mars. Cette nouvelle assemblée exerce une plus grande pression politique sur le gouvernement, exigeant une amnistie des opposants au franquisme, liberté syndicale et la mise en place d'un régime parlementaire démocratique.

## Réparation et reconnaissance des victimes

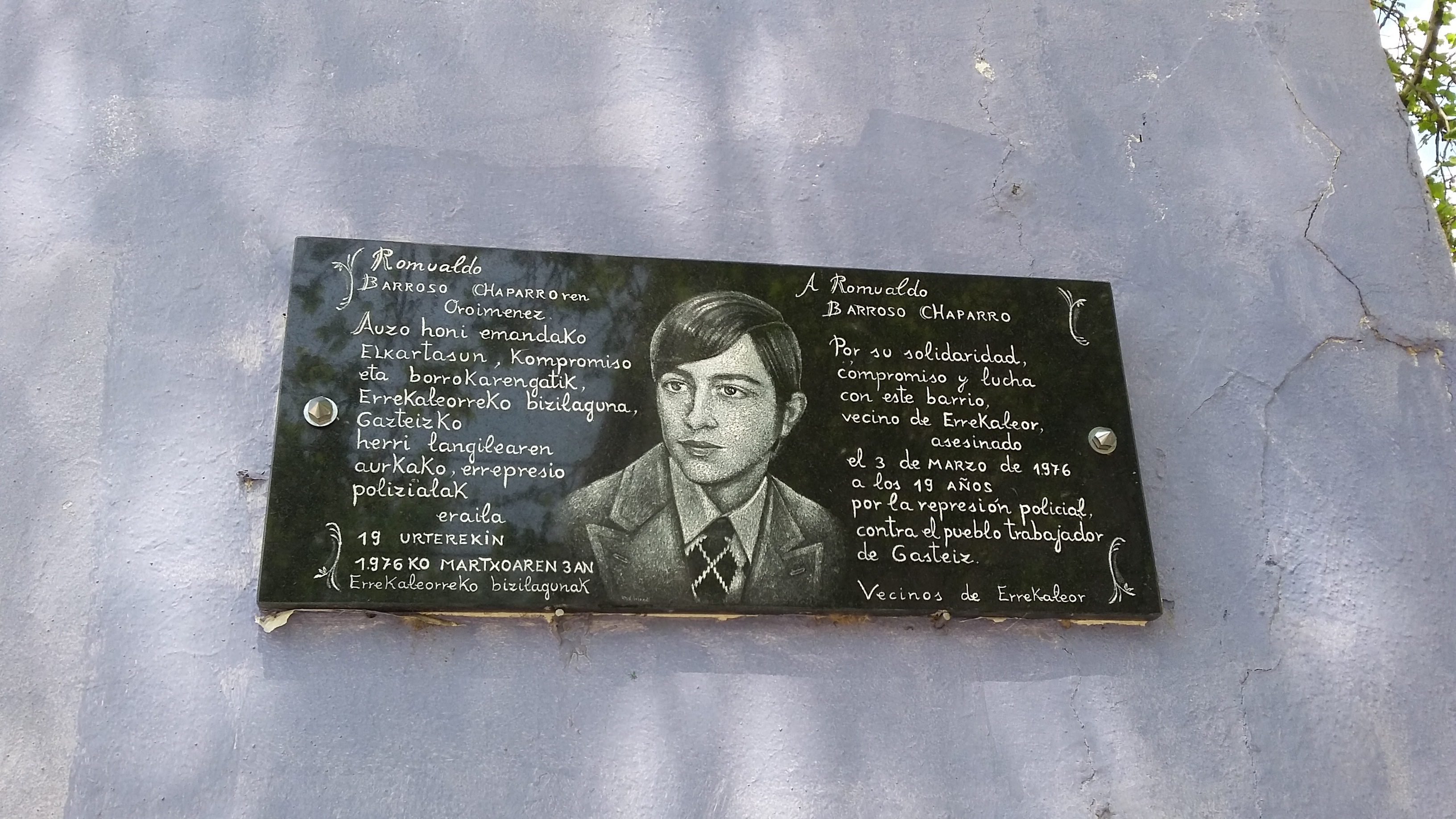
Plaque en hommage à Romualdo Barroso à Errekaleor, quartier où il résidait.

Bien que n'étant pas directement concernés par la loi d'amnistie espagnole de 1977 (qui couvre la période de la dictature franquiste jusqu'en 1975),, les événements n'ont jamais fait l'objet d'une enquête ou d'un procès pour établir les responsabilités du massacre. S'inscrivant dans la dynamique menée par les mouvements de "récupération de la mémoire historique" qui luttent pour conserver la trace des crimes franquistes, autour notamment de l'exhumation de fosses communes, l’association des victimes du massacre du 3 mars 1976 s'est ainsi attachée à conserver le souvenir de l'événement et à obtenir la tenue d'un procès, se heurtant aux difficultés de mettre en lumière la face sombre d'une Transition démocratique "mythifiée" par la jeune démocratie espagnole,,,. Elle a sollicité le gouvernement d'Euskadi pour appuyer les démarches judiciaires : après l'investiture à la tête du gouvernement espagnol de José Luis Rodriguez Zapatero, le groupe du Parti nationaliste basque (PNV) a ainsi formulé le 19 mai 2004 une question au Sénat dans laquelle il souhaitait clarifier les événements de Vitoria-Gasteiz. L'association a également sollicité le Parlement européen en 2006 et l'ONU en 2019.
En 2004, un rapport est produit à la demande de l'association et du gouvernement basque par des chercheurs de l'Institut Valentin de Foronda de l'université du Pays Basque. Il est remis au Parlement basque le 25 juin 2008.
La mémoire de l'événement a également été entretenue par les syndicats et partis de gauche,. Un rassemblement est organisé chaque année dans le quartier Zaramaga à Vitoria et un mémorial a été installé à proximité de l'église de Saint-François d'Assise.
En juin 2021, le Centre-mémorial en l’hommage des victimes du terrorisme (es) a été inauguré à Vitoria-Gasteiz par le roi d’Espagne Felipe VI et le chef du gouvernement Pedro Sánchez,. Ce musée est dédié à la mémoire des 1 453 victimes du terrorisme comptabilisées depuis 1960 en Espagne, parmi lesquelles n'ont pas été intégrées celles des événements de Vitoria. En réaction, l'association des victimes du massacre du 3 mars 1976 a lancé la campagne "memoria osoa : memoria integral, para construir convivencia" et a publié une tribune publiée dans la presse condamnant l'approche du musée qui "répond à une nécessité stratégique qui impose un récit officiel sur la vérité et la violence. Ce récit officiel est fondé sur des intérêts politiques et idéologiques spécifiques [...] Nous ne pouvons qu’exprimer notre rejet absolu d’un mémorial dont le fondement repose sur l’utilisation de la souffrance d’une partie des victimes, afin d’approfondir le discours qui nie l’existence de milliers de victimes causées par la violence et le terrorisme d’État". Elle revendique la reconnaissance par les autorités espagnoles d'un usage massif de la terreur contre les mobilisations sociales, y compris pendant la Transition démocratique.

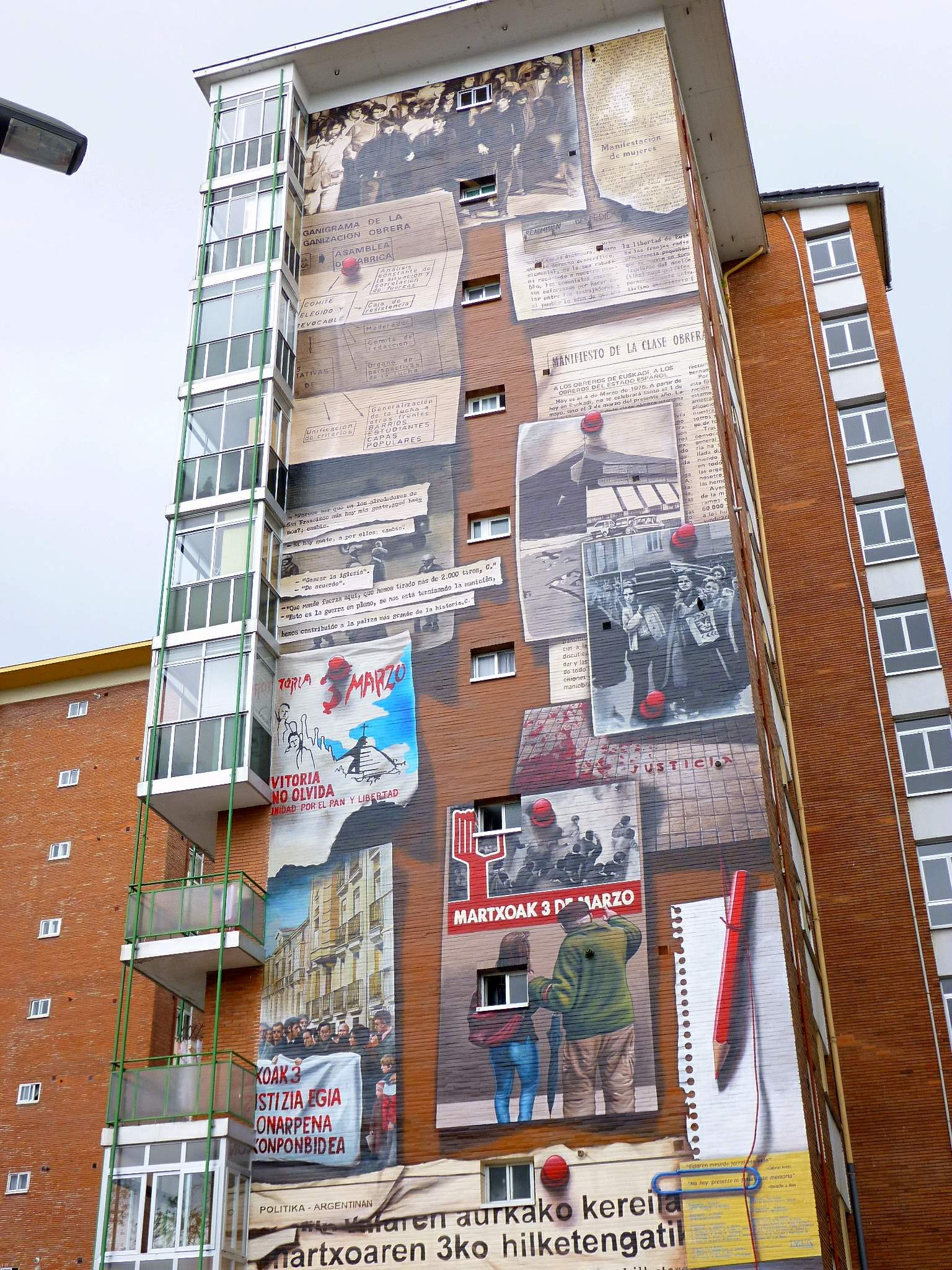
Fresque en hommage aux victimes à proximité de la Plaza Tres de Marzo à Vitoria-Gasteiz.

## Transcription de la conversation de la police (version originale)[50],[51]
«V-1 a Charlie. Cerca de la iglesia de San Francisco es donde más grupos se ven. Bien, enterados».
«Charlie a J-1. Al parecer en la iglesia de San Francisco es donde más gente hay. ¿Qué hacemos? Si hay gente ¡a por ellos! ¡Vamos a por ellos!»
«J-1 a Charlie. Charlie, a ver si necesitas ahí a J-2. Envíalo para aquí para que cubra la espalda de la iglesia.»
«J-3 a J-1 Estamos en la iglesia. ¿Entramos o qué hacemos? Cambio».
«...Entonces lo que te interesa es que los cojan por detrás. Exacto».
«J-1 a J-2 Haga lo que le había dicho (acudir en ayuda de Charlie a Zaramaga). Si me marcho de aquí, se me van a escapar de la iglesia. Charlie a J-1. Oye, no interesa que se vayan de ahí, porque se nos escapan de la iglesia... Mándennos refuerzos, si no, no hacemos nada; si no, nos marchamos de aquí; si no, vamos a tener que emplear las armas de fuego. Vamos a ver, ya envío para allí un Charlie. Entonces el Charlie que está, J-2 y J-3, desalojen la iglesia como sea. Cambio. No podemos desalojar, porque entonces, entonces ¡Está repleta de tíos! Repleta de tíos. Entonces por las afueras tenemos Rodeados de personal ¡Vamos a tener que emplear las armas! Cambio. Gasead la iglesia. Cambio. Interesa que vengan los Charlies, porque estamos rodeados de gente y al salir de la iglesia aquí va a ser un pataleo. Vamos a utilizar las armas seguro, además ¿eh? Charlie a J-1. ¿Ha llegado ya la orden de desalojo a la iglesia? Sí, sí la tiene J-3 y ya han procedido a desalojar porque tú no estabas allí. Muy bien, enterado. Y lástima que no estaba yo allí».
«Intento comunicar, pero nadie contesta. Deben estar en la iglesia peleándose como leones. ¡J-3 para J-1! ¡J-3 para J-1! Manden fuerza para aquí. Ya hemos disparado más de dos mil tiros. ¿Cómo está por ahí el asunto? Te puedes figurar, después de tirar más de mil tiros y romper la iglesia de San Francisco. Te puedes imaginar cómo está la calle y cómo está todo. ¡Muchas gracias, eh! ¡Buen servicio! Dile a Salinas, que hemos contribuido a la paliza más grande de la historia. Aquí ha habido una masacre. Cambio. De acuerdo, de acuerdo. Pero de verdad una masacre».

## Hommages
Les événements ont inspiré de nombreux hommages artistiques : 
- l'auteur-compositeur catalan Lluís Llach a écrit le lendemain des événements la chanson "Campanades a morts" en hommage aux victimes, qu'il a interprétée pour célébrer le 30e anniversaire du massacre lors d'un concert au pavillon Fernando Buesa Arena de Vitoria-Gasteiz.
- plusieurs groupes ont composé des chansons sur les événements, notamment Zarama avec "Gasteizko gaua" en 1983, Betagarri (es) avec "1976 martxoak 3" sur le disque Hamaika Gara en 2007 et Soziedad Alkohólika avec “No olvidamos 3 de marzo” sur son album Sistema Antisocial en 2017.
- Victor Cabaco a réalisé le film Vitoria, 3 de marzo (es) en 2018[52].